# Rubus nebulosus
Rubus nebulosus är en rosväxtart som beskrevs av Anthony R. Bean. Rubus nebulosus ingår i släktet rubusar, och familjen rosväxter. Inga underarter finns listade i Catalogue of Life.